# 1964 في بلجيكا
فيما يلي قوائم الأحداث التي وقعت خلال عام 1964 في بلجيكا.

## رياضة
- 14 يونيو – جائزة بلجيكا الكبرى 1964 الفائز جيم كلارك.

## مواليد

### فبراير
- 4 فبراير – مارك فان در ليندن لاعب كرة قدم بلجيكي.[1]

### مارس
- 20 مارس – نتاشا أطلس مغنية بلجيكية.[2]

### أبريل
- 30 أبريل – لورينزو ستالينز لاعب كرة قدم بلجيكي.[3]

### مايو
- 4 مايو – بيتر روز درّاج طريق بلجيكي.

### يوليو
- 5 يوليو – فيليب دي فيلده لاعب كرة قدم بلجيكي.[4]
- 10 يوليو – ويلفريد بيترز درّاج طريق بلجيكي.

### سبتمبر
- 17 سبتمبر – لوك روسين درّاج طريق بلجيكي.
- 22 سبتمبر – بينويت بولفوردي[5]

### أكتوبر
- 14 أكتوبر – لودو ديركسينس درّاج طريق بلجيكي.
- 30 أكتوبر – جان مارك بوسمان لاعب كرة قدم بلجيكي.[6]

## وفيات

### يناير
- 19 يناير – فيرمين لامبوت (مواليد 1886) درّاج طريق بلجيكي.[7]

### يونيو
- 21 يونيو – جان ميرتنز (مواليد 1904) متسابق دراجات بلجيكي.